# دياني برتراند
دياني برتراند (بالفرنسية: Diane Bertrand)‏ هي كاتبة سيناريو ومخرجة فرنسية، ولدت في 20 نوفمبر 1951.

## وصلات خارجية
- دياني برتراند على موقع IMDb (الإنجليزية)
- دياني برتراند على موقع ألو سيني (الفرنسية)
- دياني برتراند على موقع أول موفي (الإنجليزية)
- دياني برتراند على موقع قاعدة بيانات الفيلم (الإنجليزية)
- دياني برتراند على موقع كينوبويسك (الروسية)